# Yevgueni Kamzolkin
Yevgueni Ivanovich Kamzolkin (en ruso: Евгений Иванович Камзолкин) (1885-1957), fue un artista ruso y soviético, decorador, fotógrafo, autor del símbolo hoz y el martillo.
Yevgueni Kamzolkin fue un relevante artista ruso que participó activamente en diferentes instituciones soviéticas. Fue el diseñador del símbolo hoz y el martillo que representa la unión del proletariado industrial y el campesinado que era una de las principales consignas de Lenin, símbolo que se convirtió en el emblema comunista por antonomasia, usado por multitud de partidos, asociaciones y movimientos políticos por todo el mundo.

## Biografía
Nacido el 19 de febrero de 1885 en la familia del comerciante moscovita Iván Kamzolkin. Entre 1904 y 1912 estudió en la Escuela de Pintura, Escultura y Arquitectura de Moscú con Abram Arjípov y N. Kasatkina.
Miembro de la Exposición Internacional de Fotografía 1907 en Turín (fotografías Nuez rama, Amanita y Vista al Bosque) y de la Sociedad artístico-mística Leonardo Da Vinci.
La pintura ocupa un lugar especial en el ciclo egipcio - La Batalla, Fiesta del rey de Asiria, En el Nombre de Ramsés, Egipcio.
En 1918,  propone el símbolo hoz y el martillo para el registro del distrito Zamoskvorechye de Moscú para las celebraciones del Primero de Mayo.
Después de la Revolución de Octubre desempeñó  labores de escenógrafo en el teatro Zamoskvoreche de Moscú, realizando conjuntos para diversas producciones, incluyendo La Muerte de Iván el Terrible de A. Tolstoi, La Conmoción de Soltera de Shpazhinskogo, Ladrones de F. Schiller, Uriel Acosta  de K.F. Gutzkow, La Fierecilla Domada de William Shakespeare. Fue el autor del mural  Tienda de Hogar Abierto en 1923 para la Primera Exposición Artística e Industrial de toda Rusia, en Moscú.
Fue uno de los fundadores de la Sociedad de Artistas Fuego-Color en 1923, que incluía a M.V. Dobuzhinski, N.E. Lancer, E.S. Kruglikova, K. Vodkin Petrov entre otros.
Miembro de la Sociedad Fotográfica de Rusia y la Unión de artistas soviéticos de Moscú, con la que participó en más de 50 exposiciones de arte, incluyendo 2 personales en 1938 y 1950. 
En la década de 1920 se traslada a Pushkino. Allí realiza varias labores, siendo profesor de artes y oficios a la colonia de trabajo musical y artística de Pushkino e instructor de dibujo colonia infantil, Bosque de la Ciudad.  Entre 1935 y 1936 participó en el diseño del proyecto de la estación de tren de Novosibirsk-principal. En 1940,  Kamzolkin donó su taller a la escuela de música de los niños.
Yevgueni Kamzolkin murió el 19 de marzo de 1957, siendo enterrado en el cementerio Kavezinskom (Pushkino).
Imágenes de la Kamzolkin se encuentran en las colecciones de la Galería Tretiakov, en el Museo Central de Teatro del Estado lleva el nombre de A.A. Bakhrushin, Museo-Estado Muranovo F.I Tiutchev, Museo Regional Pushkino, región de Moscú.